# Matthew Muffelman
Matthew Muffelman (ur. 22 listopada 1980 w Newport News) – amerykański wioślarz.

## Osiągnięcia
- Mistrzostwa Świata – Gifu 2005 – czwórka podwójna wagi lekkiej – 6. miejsce[1].
- Mistrzostwa Świata – Eton 2006 – czwórka bez sternika wagi lekkiej – 9. miejsce[1].
- Mistrzostwa Świata – Linz 2008 – ósemka wagi lekkiej – 1. miejsce[1].
- Mistrzostwa Świata – Poznań 2009 – ósemka wagi lekkiej – 2. miejsce[1].